# Euchalinus pedalis
Euchalinus pedalis är en stekelart som beskrevs av Townes, Townes och Gupta 1961. Euchalinus pedalis ingår i släktet Euchalinus och familjen brokparasitsteklar. Inga underarter finns listade i Catalogue of Life.